# Jentry Chau vs. The Underworld
Jentry Chau vs. The Underworld är en amerikansk animerad dramakomediserie som hade premiär på Netflix den 5 december 2024. Seriens första säsong består av tretton avsnitt.

## Handling
Serien kretsar kring en tonårstjej som när 16-årsdagen närmar sig återupptäcker hon de krafter hon länge undertryckt.

## Rollista (i urval)
- Ali Wong – Jentry Chau
- Bowen Yang – Ed
- Lori Tan Chinn – Gugu
- Lucy Liu
- Jimmy O. Yang
- Sheng Wang
- Woosung Kim